# 足阳明胃经

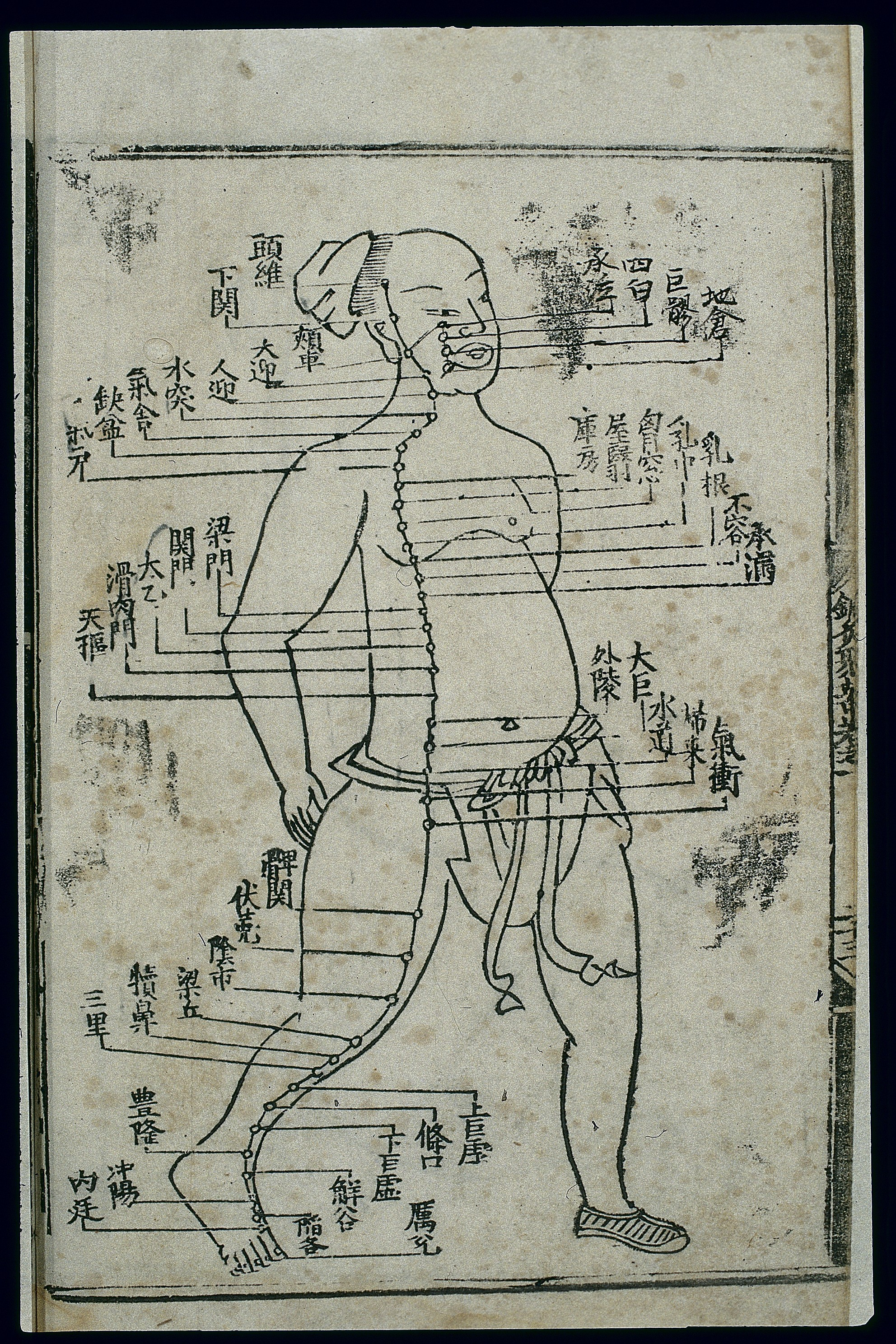
明代高武撰《针灸聚英》（嘉靖十六年，1537年）中的足阳明胃经

足陽明胃經（Stomach Meridian of Foot-Yangming，ST）是一條經脈，十二正经之一，与足太陰脾經相表里。本經起於承泣，止於厲兌，左右各45個腧穴。

## 經脈循行
起於鼻翼兩側（迎香），上行到鼻根部，與旁側足太陽膀胱經交會，向下沿著鼻的外側（承泣），入上齒齦，回出環繞口唇，向下交會於頦唇溝內承漿穴（任脈）處，再向後沿著口腮後下方，出於下頜大迎處，沿著下頜角頰車，上行耳前，經過上關（足少陽膽經），沿髮際至額（頭維），與督脈會於神庭。
面部支脈：從大迎前下走人迎，沿著喉嚨，會大椎，入缺盆，向下通過橫膈，屬胃，絡於脾臟。
缺盆部直行支脈：經乳頭，向下挾臍旁，入小腹兩側氣衝。
胃下口部支脈：沿腹裡向下到氣衝處與前脈會合，再由此向下至髀關，直抵伏兔部，下至膝臏，沿著脛骨前脊外側，下經足背，進入足第二趾外側端（厲兌）。
脛部支脈：從膝下三寸（足三里）處分出，進入足中趾外側。
足背部支脈：從足背上（衝陽）分出，進入足大趾內側端（隱白），與足太陰脾經相接。

## 主治概要
本经主治胃肠病、神志病和头、面、眼、鼻、口、齿疾患，以及经脉循行部位的病变。

## 腧穴
| - 承泣 - 四白 - 巨髎 - 地倉 - 大迎 - 頰車 - 下關 - 頭維 - 人迎 | - 水突 - 氣舍 - 缺盆 - 氣戶 - 庫房 - 屋翳 - 膺窗 - 乳中 - 乳根 | - 不容 - 承滿 - 梁門 - 關門 - 太乙 - 滑肉門 - 天樞 - 外陵 - 大巨 | - 水道 - 歸來 - 氣衝 - 髀關 - 伏兔 - 陰市 - 梁丘 郄穴 - 犢鼻 - 足三里 合穴 | - 上巨虛 - 條口 - 下巨虛 - 豐隆 絡穴 - 解谿 經穴 - 衝陽 原穴 - 陷谷 俞穴 - 內庭 滎穴 - 厲兌 井穴 |